# Carl Hermann Bitter

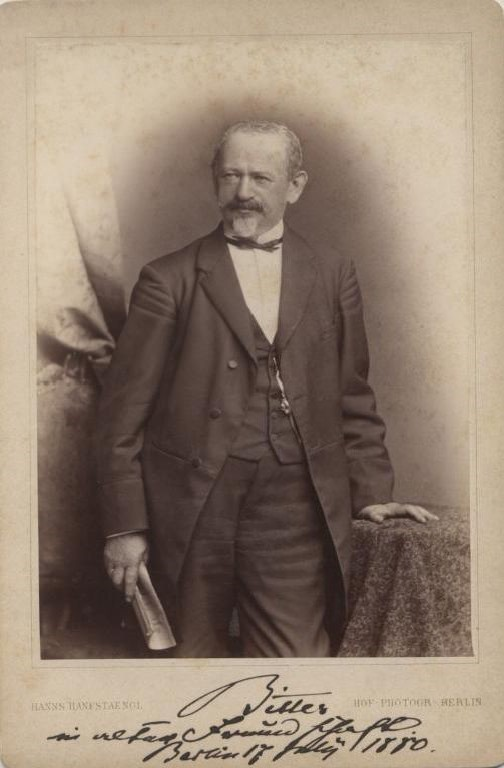
Carl Hermann Bitter, 1880

Carl Hermann Bitter (* 27. Februar 1813 in Schwedt; † 12. September 1885 in Berlin) war ein deutscher Staatsmann und Musikschriftsteller.

## Leben
Er war der Sohn des preußischen Finanzbeamten in Schwedt (Oder) Ferdinand Bitter, der schon bald nach Carl Hermanns Geburt um 1814/15 als preußischer Oberfinanzrat nach Berlin berufen wurde. Sein Bruder war der 1880 in den preußischen Adelsstand erhobene Politiker Rudolf von Bitter der Ältere.
Bitter studierte ab 1830 an der Universität Berlin, später in Bonn Rechtswissenschaft und Cameralia. In Bonn wurde er 1831 Mitglied des Corps Borussia. Nach Beendigung seiner Studien eröffnete er 1833 in Berlin als Auskultator seine Beamtenkarriere, wurde 1846 in Frankfurt Regierungsrat und später nach Minden versetzt. 1856–1860 war er als preußischer Bevollmächtigter Mitglied der europäischen Donaukommission in Galatz.
1858 zum Geheimen Regierungsrat ernannt, wurde er 1860 als Oberinspektor der Rheinschifffahrt nach Mannheim berufen, 1869 zum Oberregierungsrat der Finanz-Abteilung in Posen ernannt, 1870 während des Kriegs mit Frankreich dort mit der Präfektur des Vogesendepartements betraut, 1871 Zivilkommissar in Nancy, 1872 Regierungspräsident in Schleswig, 1876 in Düsseldorf.
1877 wurde er zum Unterstaatssekretär im Ministerium des Innern, im Februar 1879 zum Vorsitzenden der auf Grund des Sozialistengesetzes gebildeten Reichskommission und am 7. Juli 1879 an Arthur Hobrechts Stelle zum preußischen Finanzminister und Mitglied des Bundesrats ernannt.
Als solcher wirkte er für die weitere Durchführung des mit der Zollgesetzgebung von 1879 eingeleiteten Steuerreformplans des Fürsten Bismarck, trat namentlich für Einführung des Tabakmonopols und Hebung der Reichseinnahmen aus dem Spiritus und der Braumalzsteuer ein, bewirkte die Einführung der Börsensteuer und den Abschluss des Vertrags mit der Stadt Hamburg wegen des Eintritts derselben in das deutsche Zollgebiet sowie die Einbeziehung der Unterelbe in den Zollverband des Deutschen Reichs.
Auch die Verstaatlichung der großen Privateisenbahnen in Preußen fand an ihm einen tätigen Förderer. Im Juni 1882 nahm er seinen Abschied.
1880 heiratete Carl Hermann Bitter Clara (* 1843), Tochter des Historienmalers Wilhelm Nerenz, nach einer Verlobungszeit von fünf Tagen.
Von 1879 bis 1882 gehörte Bitter neben seinem Ministeramt dem Preußischen Abgeordnetenhaus für den Wahlkreis Koblenz 4 (Kreuznach, Simmern, Zell) an.
Als großer Kenner und Liebhaber klassischer Musik rief Bitter die schleswig-holsteinischen Musikfeste ins Leben, deren erstes 1875 stattfand. Zudem veröffentlichte er einige Bücher (siehe nächsten Abschnitt).
Carl Hermann Bitter starb plötzlich am 12. September 1885 im Alter von 72 Jahren in Berlin. Die Trauerfeier, geleitet vom Theologen und Politiker Ernst Dryander, fand am 15. September in der Wohnung des Verstorbenen in der Von-der-Heydt-Straße in Berlin-Tiergarten statt. Zahlreiche hochrangige Vertreter des Staats- und Finanzministeriums, der Staatsschuldenverwaltung, der Seehandlung und der Reichsbank waren anwesend. Anschließend wurde der Sarg in einem langen Trauerzug zum Dorotheenstädtischen Friedhof an der Chausseestraße überführt und dort in einem Erbbegräbnis der Familie bestattet. Seine letzte Ruhestätte ist nicht erhalten.

## Schriften
- Johann Sebastian Bach (Berlin 1865, 2 Tle.; 2. Aufl. 1881, 4 Bde.)
- Mozarts Don Juan und Glucks Iphigenia in Tauris (Berlin 1866);
- Carl Philipp Emanuel Bach, Wilhelm Friedemann Bach und deren Brüder (2 Bände. Müller, Berlin 1868, Digitalisat)
- Über Gervinus' Händel und Shakespeare (Berlin 1869);
- Beiträge zur Geschichte des Oratoriums (Berlin 1872);
- Die Reform der Oper durch Gluck und Richard Wagners Kunstwerk der Zukunft (Braunschweig 1884, online)

Seine Gesammelten Schriften (Leipzig 1884) enthalten neben musikalischen Aufsätzen auch Essays über das Revolutionsjahr 1848, den Orient, über Bismarck und andere Themen.
Bitter gab auch Carl Loewes Autobiographie (Berlin 1870) heraus.